# Шарон (равнина)
Шарон (ивр. השרון‎, также Ха-Шарон или Хашарон) — область в центральном Израиле, часть Израильской прибрежной равнины. В русском языке сложилось упоминание о Шароне, как долине (Саронская долина), в других европейских языках — как равнине. В Израиле топоним Шарон относится исключительно к региону страны.
Шарон упоминается в Библии (Нав. 12:18) как равнина на восточной стороне Средиземного моря, между Кейсарией и Иоппией (Яффой).
На этой равнине паслись стада крупного скота под ответственным наблюдением Шитрая, шаронянина (1Пар. 27:29).

## Население

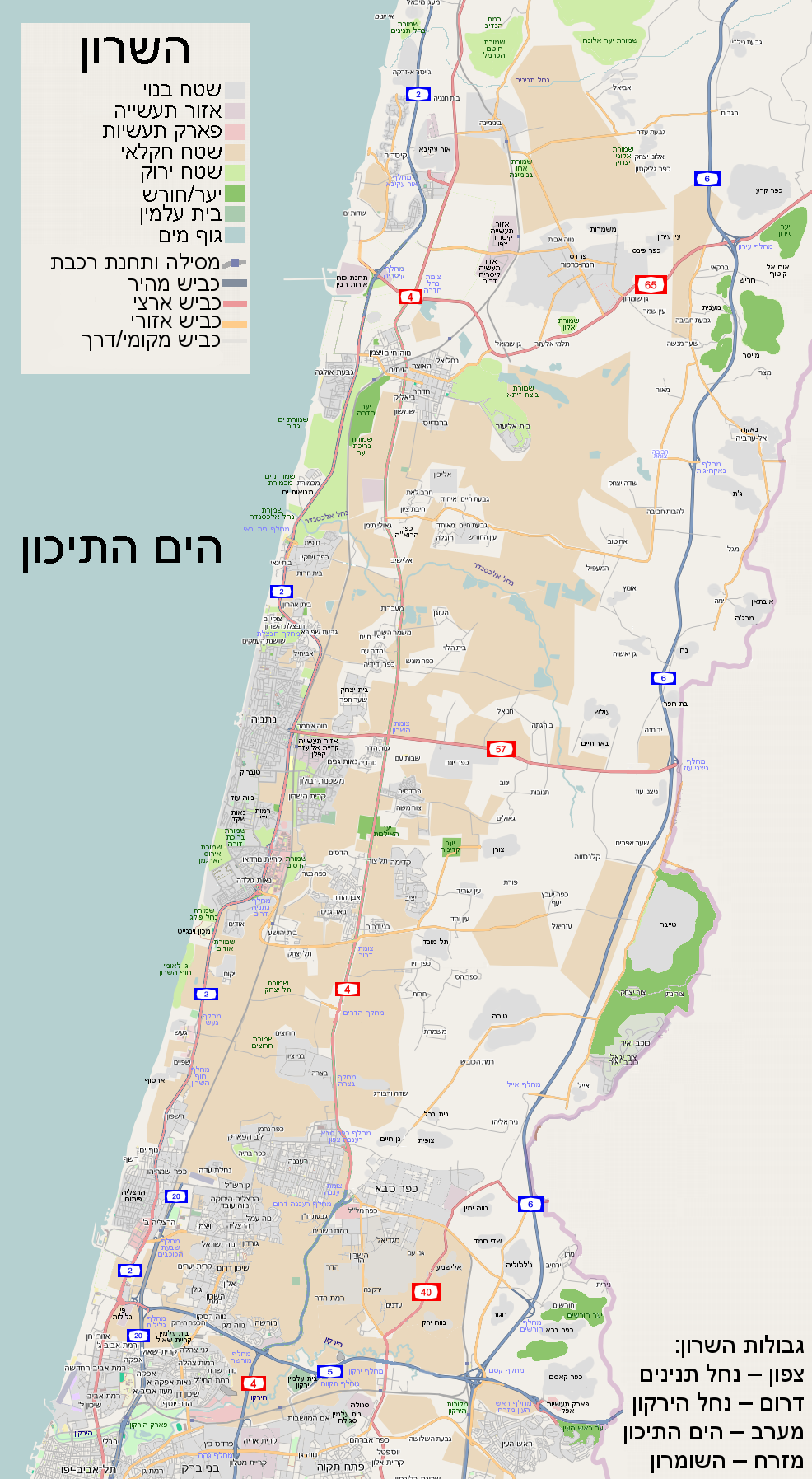
Равнина Хашарон на карте Израиля

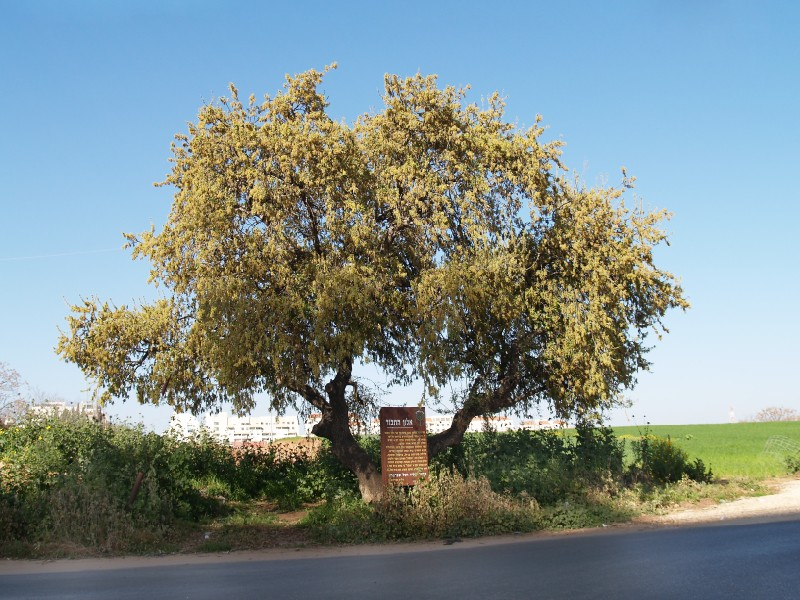
Дуб в Ход-ха-Шарон

Согласно Национальному статистическому бюро по состоянию на 31 декабря 2016 в населённых пунктах равнины проживало 996 124 человек.

## Города
- Нетания (210 834)
- Кфар-Сава (98 981)
- Герцлия (93 116)
- Хадера (91 707)
- Раанана (71 686)
- Ход-ха-Шарон (58 914)
- Рош-ха-Аин (45 487)
- Рамат-ха-Шарон (45 066)
- Тайбе (41 577)
- Тира (25 268)
- Кфар-Йона (22 254)
- Калансуа (21 893)

## Региональные советы
- Эмек-Хефер (41 900)
- Дром-ха-Шарон (31 900)
- Лев-ха-Шарон (23 500)
- Хоф-ха-Шарон (14 900)

## Местные советы
- Кадима-Цоран (21 403)
- Эвен-Йехуда (13 542)
- Тель-Монд (12 212)
- Кохав-Яир-Цур-Игаль (9 007)
- Земер (6 567)
- Пардесия (5 750)
- Эльяхин (3 417)
- Кфар-Шмарьягу (1 911)